# Amir Abrashi
Amir Malush Abrashi (n. 27 martie 1990) este un fotbalist albanez care joacă pe postul de mijlocaș defensiv pentru clubul german SC Freiburg și echipa națională a Albaniei.

## Cariera pe echipe

### Cariera timpurie
Abrashi s-a născut în Bischofszell, Elveția, din părinți albanezi născuți în Gjakova, Kosovo care au emigrat în Elveția înainte de nașterea sa. A crescut în Cantonul Thurgau și și-a început cariera în fotbal în 2002, la vârsta de 12 ani, la clubul său local, FC Bischofszell. Un an mai târziu, sa mutat la FC Weinfelden-Bürglen, unde a petrecut doi ani înainte de a se întoarce la clubul din localitatea natală FC Bischofszell. Cu toate acestea, la doar o lună după întoarcere, la vârsta de 16 ani, Abrashi s-a mutat la Winterthur împreună cu familia, jucând pentru echipa locală FC Winterthur, club unde va juca pentru restul carierei sale la tineret.

### Winterthur

#### Echipa de rezervă
În urma unor performanțe impresionante realizate la echipele de tineret, Abrashi a fost pentru prima dată inclus în echipa a doua până la sfârșitul sezonului 2006-2007, debutând pe 16 mai 2007 într-o remiză fără goluri împotriva lui GC Biaschesi, intrând în minutul 81 în locul lui Micha Iseli. Zece zile mai târziu a făcut parte din formația de start în victoria cu 3-2 împotriva lui FC Chur 97. A terminat primul său sezon la echipa secundă marcând de două ori în 14 meciuri.
În sezonul următor, a jucat pentru echipa de tineret a clubului, dar a fost promovat în lotul primei echipe peste câteva luni, iar pe 11 noiembrie 2007 a intrat pe teren în înfrângerea scor 4-3 împotriva lui FC St. Gallen II. A început ca titular următorul meci, în victoria cu 4-1 împotriva FC Herisau, în care Abrashi și-a marcat primul gol competitiv în ultimele minute ale partidei. El a devenit titular în returul sezonului, marcând al doilea gol al sezonului împotriva lui Baden. Abrashi a jucat 16 meciuri și a marcat 2 goluri în sezonul 2007-2008.